# أويسين فاغان
أويسين فاغان (بالإنجليزية: Oisin Fagan)‏ مواليد 24 ديسمبر 1973 في دبلن، هو ملاكم أيرلندي يصنف ضمن فئة وزن الوسط.

## إحصائيات
خاض خلال مسيرته 37 نزالا، فاز في 27 ولم يتعادل وخسر في 10. فاز بالضربة القاضية في 16 نزالا.

## روابط خارجية
- أويسين فاغان على موقع بوكس ريك (الإنجليزية) (registration required)